# One Bourbon, One Scotch, One Beer
«One Bourbon, One Scotch, One Beer» (o "One Scotch, One Bourbon, One Beer" como originalmente estaba titulada) es una canción de blues escrita por Rudy Toombs y grabada por Amos Milburn en 1953. Es una de las muchas canciones sobre la bebida que grabó Milburn a principios de los años 50 y llegaron al top diez de la lista de R&B de Billboard.  Otros artistas han popularizado al canción, incluyendo a John Lee Hooker en 1966 y George Thorogood en 1977.

## Canción original
La versión de Milburn de este tema es un blues a medio tiempo, a veces descrito como jump blues, con cambios de estilo pop. Cuenta la historia de un hombre que está "en un bar a la hora del cierre que trata de beber todo el alcohol que pueda tragar para olvidar que su novia le había dejado, acosando a un aburrido y cansado camarero que simplemente quiere cerrar y volver a casa tras poner la última ronda". En un fragmento de la canción, Milburn implora al camarero:

One more nip and make it strong

I got to find my baby if it takes all night long

One scotch, one bourbon, one beer

La canción fue un éxito, llegando al número dos en las listas R&B durante 14 semanas en 1953. La lista muestra al grupo como "Amos Milburn and His Aladdin Chickenshackers" tras su primer sinlge número uno, "Chicken Shack Boogie". Mickey Baker tocó las partes de guitarra. Muchos contemporáneos de Milburn comentaron su indulgencia; por su parte, Milburn respondió "He practicado lo que he rezado".

## Versión de John Lee Hooker
John Lee Hooker grabó la canción como "One Bourbon, One Scotch, One Beer" en 1966. Hooker transformó la canción de Milburn "en un vehículo por sí misma". Usó la historia y el coro (aunque alteró el orden), pero "editó el verso en sus elementos esenciales, llenó los huecos de la narrativa y el diálogo, estableciendo todo el asunto entre un South Side shuffle y un boogie".  Las partes narrativas de Hooker incluían: 

And then I sit there, drinkin', gettin' high, mellow, knocked out, feelin' good

About that time I looked on the wall, at the old clock on the wall

About that time it was ten-thirty then, I looked down the bar at the bartender, he said

'What do you want, Johnny?', one bourbon, one scotch, and one beer

La versión de Hooker es un blues a medio tiempo con un número de compases irregulares en tempo de 4/4 con clave de Mi. Fue gabada en Chicago en 1966 con Hooker en guitarra y voz, el pianista Lafayette Leake, el guitarrista Eddie "Guitar" Burns, el batería Fred Below, y un bajista desconocido. La canción fue realizada en 1966 por Hooker para su álbum de ese mismo año, The Real Folk Blues y más tarde grabó gran cantidad de versiones en directo. Una versión en directo con la banda de Muddy Waters se grabó en el Cafe Au Go Go el 30 de agosto de 1966 y fue descrita como "oscura, lenta y patanosa, donde el grado de relación emocional entre Hooker y su banda (particularmente con Otis Spann) es nada menos que extraordinaria".

## Versión de George Thorogood
George Thorogood grabó "One Bourbon, One Scotch, One Beer" para su álbum debut en 1977, George Thorogood and the Destroyers. Su versión es un medley de la canción y otra del propio Hooker, "House Rent Boogie", que sirve como trasfondo para explicar la situación del cantante. De acuerdo con Hooker, "Él [Thorogood] me dijo que quería hacerla y yo le dije, 'Bien, adelante'".
"House Rent Boogie" está escrita en primera persona y detalla los eventos que acontecen tras que el cantante pierda su trabajo. Incapaz de pagar el alquiler y puesto en la calle por su arrendadora, intenta (para fallar) obtener alojamiento en casa de un amigo. Mintiendo a su dueña diciéndole que ha conseguido un nuevo trabajo, consigue acceso a su cuarto y saca todas sus pertenencias. Luego acude a una taberna y repetidamente pide las tres bebidas del título para ahogar sus penas, permaneciendo allí hasta las 3 de la madrugada.
Las grabaciones en directo del medley se incluyeron en el disco Live (1986) y en el 30th Anniversary Tour: Live (2004). En la actuación de 1986, ya que el personaje está siendo desalojado, se asegura que ha puesto con sus maletas "su colección de discos de John Lee Hooker" antes de dirigirse al bar. Tanto la versión de estudio como la de directo de este tema se ha incluido en muchos recopilatorios de Thorogood.

## Otras versiones
Un nutrido grupo de artistas han grabado una versión de la canción, incluyendo por ejemplo a Snooks Eaglin, Prince Jazzbo, Thurston Harris, Champion Jack Dupree, John Lee Hooker Jr., y Admiral Bailey and Chaka Demus. Para el episodio "Blame It on the Alcohol" de la serie Glee, los personajes Will Schuester (Matthew Morrison) y Shannon Beiste (Dot-Marie Jones) cantan la canción en un garito.